# Bataille de Bloody Marsh
 (avril 2025).
Si vous disposez d'ouvrages ou d'articles de référence ou si vous connaissez des sites web de qualité traitant du thème abordé ici, merci de compléter l'article en donnant les références utiles à sa vérifiabilité et en les liant à la section « Notes et références ».
Guerre de l'oreille de Jenkins
Batailles
- Portobelo
- 8 avril 1740
- Fort Mose (en)
- Saint Augustine
- Expédition Anson
- Carthagène des Indes
- Santiago de Cuba (1re)
- Géorgie
- La Guaira (en)
- Puerto Cabello (en)
- Cape Sicié
- Panama
- Bloody Marsh
- Bahamas
- Glorioso
- 18 mars 1748
- Santiago de Cuba (2e) (en)
- La Havane

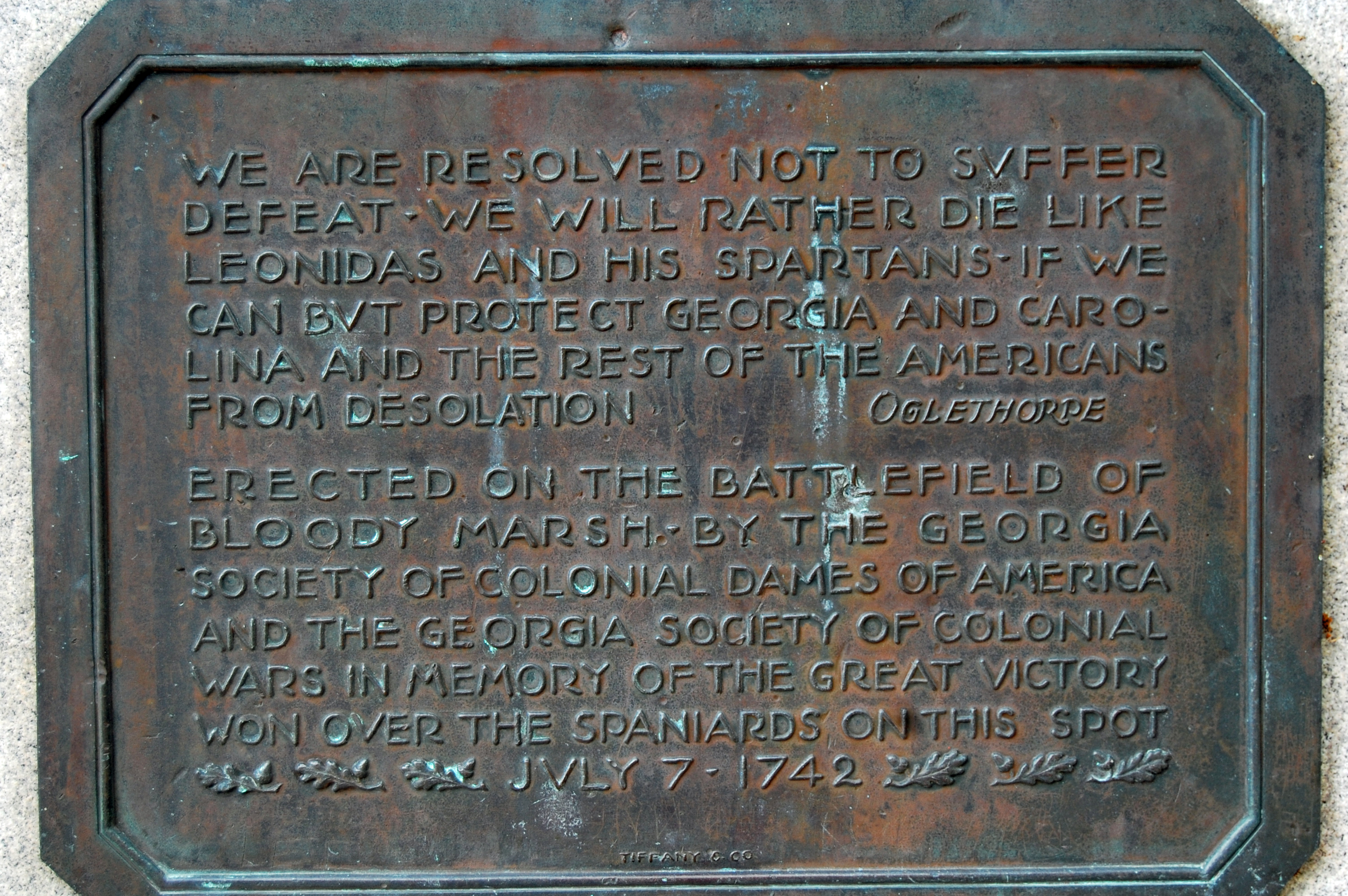
plaque de commémoration de la bataille de Bloody Marsh

La bataille de Bloody Marsh, également connue sous le nom de bataille de l'île Saint-Simmons ou Bloody Marsh, est une série d'accrochages entre les troupes espagnoles et britanniques qui se déroulèrent le 18 juillet 1742 dans les marais de l'île Saint-Simmons, située au sud de la Géorgie (États-Unis), dans le cadre de la guerre de l'oreille de Jenkins.

## Contexte
Après l'échec du siège de Saint Augustine en 1740, les troupes du gouverneur James Oglethorpe entrent en Géorgie et se préparent à une réplique espagnole sur le territoire britannique. Celle-ci eut effectivement lieu le 5 juillet 1742 ; une armée composée de soldats de Saint Augustine, des milices noires de Fort Mosé et des grenadiers de La Havane, conduite par Manuel de Montiano (en), gouverneur espagnol de la Floride, débarque sur l'île de Saint Simmons et s'empare sans heurts du fort du même nom, où elle établit sa base d'opérations.
Le 7 juillet, Montiano ordonne à une troupe de 100 hommes de s'emparer du fort Frederica, situé plus à l'ouest, et d'inspecter la zone. La nouvelle de ce mouvement parvient à Oglethorpe, qui est précisément dans le fort Frederica et décide de sortir à la tête d'un compagnie de Highlanders écossais, pour tendre une embuscade aux Espagnols.

## Gully Hole Creek
Toutefois, avant qu'Oglethorpe n'ait localisé les Espagnols, une patrouille britannique, accompagnée de guerriers de la tribu Yamacraw (en), les rencontre inopinément. Ainsi commence la première bataille en un lieu connu sous le nom de Gully Hole Creek (en), situé à environ 1,5 km de fort Frederica. L'arrivée des Écossais fait pencher la balance en faveur des Britanniques et les Espagnols sont obligés de rompre le combat. Douze Espagnols ont été tués et 10 autres ont été faits prisonniers. Les Britanniques ne comptent qu'un mort et quelques blessés, parmi lesquels le fameux prince Yamacraw Toonahowi, célèbre pour s'être rendu à Londres, et qui se flatte de connaître personnellement le roi George II.

## Le bourbier sanglant
Oglethorpe profite de cette première victoire pour occuper le terrain. Le marais est le lieu de passage pour toute armée qui se déplacerait entre Fort Frederica et Saint-Simmons. Il en confie la garde à un régiment britannique, et un autre, sous le commandement du lieutenant MacKay, s'en retourne à Fort Frederica pour rallier les autres forces britanniques.
Comme on pouvait s'y attendre, Montiano est tombé dans le piège et il envoie une expédition de sauvetage, formée par trois compagnies de grenadiers (200 hommes au total sous le commandement du capitaine Antonio Barba), afin de localiser les survivants. Celle ci tombe sur les avant-postes de MacKay, déclenchant la panique chez les Britanniques. Trois pelotons rompent les rangs et fuient vers Fort Frederica, ne laissant qu'un petit groupe de Highlanders, dirigé par le lieutenant Patrick Sutherland. Ceux qui ont fui ne tardent pas à rencontrer Oglethorpe. Le général britannique se met en colère et leur ordonne de retourner immédiatement sur le site de la bataille. Lorsqu'ils y arrivent, celui-ci est désert.
Alors que beaucoup de ses compagnons se sont enfuis, Sutherland maintient un long échange de coups de feu avec ses assaillants. La lutte dure jusqu'à ce que les Espagnols, à court de munitions, se retirent. Selon le rapport de Montiano, seulement 7 Espagnols, dont le capitaine Barba, mortellement blessés dans la mêlée, ont péri dans les marais. Les sources anglophones, qui exagèrent très certainement beaucoup, font, elles, état de 50 victimes dans les rangs ennemis, et ajoutent que les morts étaient si nombreux que l'eau des marais était toute teintée du sang des victimes. C'est pour cette raison que le lieu est maintenant appelé Bloody Marsh.
Sutherland, qui n'a pas perdu un seul homme, a sauvé le prestige des Britanniques. Mais les Espagnols sont parvenus à récupérer leurs collègues perdus et rentrent à Saint-Simmons.

## Dénouement
Après des escarmouches du 18 juillet, l'île est plongée dans un calme tendu. Montiano, qui a regroupé ses forces, étudie la possibilité de lancer une nouvelle attaque sur la rivière Frederica, au sud du fort du même nom.
Ayant appris de ses prisonniers que les Espagnols étaient sur le point de recevoir d'énormes renforts de Charlestown (ce qui était faux), Oglethorpe décide de jouer sa dernière carte en les libérant.
À leur retour, ceux-ci informent Montiano qu'ils ont observé des navires britanniques se déplaçant dans la zone. Plutôt que de tenter le sort, Montiano se contente de détruire le fort et finalement, le 15 juillet, retourne en Floride.

## Sources
- (es) Cet article est partiellement ou en totalité issu de l’article de Wikipédia en espagnol intitulé « Batalla de Bloody Marsh » (voir la liste des auteurs).